# Günther Mossner

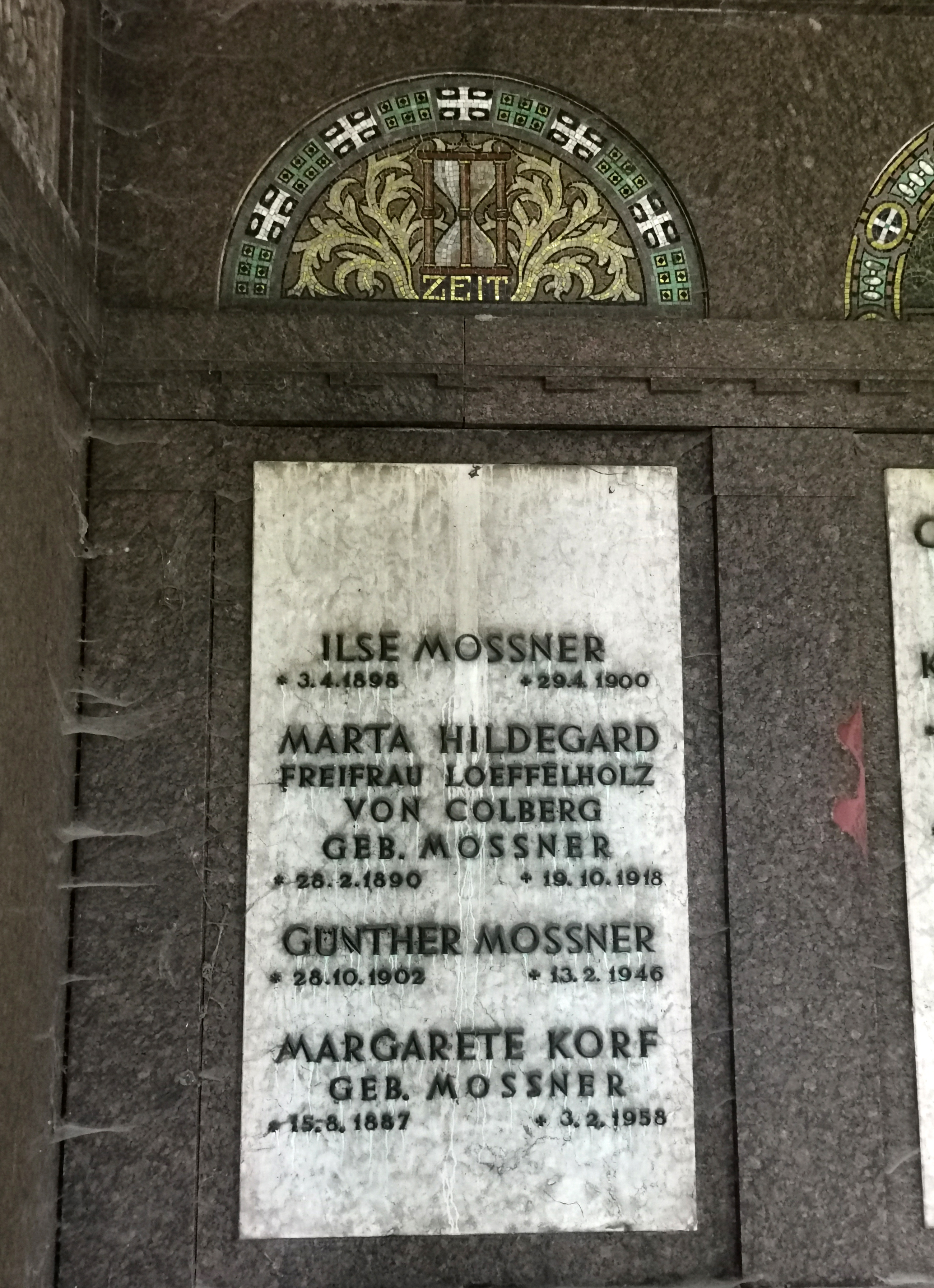
Familiengrab auf dem Luisenfriedhof III in Berlin-Westend (Westmauer)

Günther Mossner, auch Moßner (* 28. Oktober 1902 in Berlin; † 13. Februar 1946 in Mellrichstadt, Franken, Bayern) war ein deutscher Journalist und Verleger.

## Leben
Günther Mossner war einer der drei Söhne des  Verlegers und Wirtschaftsjournalisten Curt Mossner. Seine Brüder waren Karl Mossner und Julius Mossner. Der Vater hatte 1901 den Finanz-Verlag GmbH, Berlin, gegründet, der das  Adressbuch der Direktoren und Aufsichtsräte herausgab. Karl und Julius führten den Finanz-Verlag des Vaters weiter. Günther Mossner arbeitete zeitweise als Redakteur beim Berliner Verlag August Scherl, der zum Hugenberg-Konzern gehörte.
Im Juli 1933 wurde Mossner die Geschäftsführung der Deutsche Nachrichten- und Korrespondenzgesellschaft mbH übertragen, die 1925 von früheren Reichspressechef Carl Spiecker als Verlagsdach für die Presseagentur/Korrespondenzdienst Reichsdienst der deutschen Presse gegründet worden und an der Verlag Neuer Staat beteiligt war.
In der Zeit des Nationalsozialismus wurden  die Gebrüder Mossner aufgrund ihrer jüdischen Abstammung – sie gehörten zu den Familien Rathenau und Liebermann – unter Druck gesetzt und schließlich aus dem Verlagsgeschäft gedrängt, in das sie erst nach Kriegsende 1945 wieder einstiegen. Herausgeber Julius Mossner, seit 1929 Verlagsleiter, galt als „Mischling 1. Grades“; er erhielt trotzdem zunächst eine Sondergenehmigung, um weiter als Verleger tätig zu sein. Er verlor sie 1940/41 wegen vorgeblicher Steuerhinterziehung. Die „Arisierung“ des Unternehmens bedeutete, dass die Brüder ihren Verlag weitgehend verloren, insbesondere an den Verlag August Scherl, der zum Hugenberg-Konzern gehörte. Günther Mossner arbeite zeitweise als Redakteur bei August Scherl. Noch 1939 erschien das Adressbuch im von Günthers Bruder Julius geführten Finanz-Verlag, dann wurde es an den Verlag Das Spezial-Archiv der Deutschen Wirtschaft – Verlag Hoppenstedt, Berlin, übertragen und erschien fortan als Teil des Titels Wer leitet? : die Männer der Wirtschaft und der einschlägigen Verwaltung : einschliesslich Adressbuch der Direktoren und Aufsichtsräte.
Im Juni 1930 heiratete Günther Mossner die Pianistin Barbara „Bärbel“ Andreae (* 13. Juli 1909; † 1966), eine Enkelin von Emil Moritz Rathenau und Nichte von Walther Rathenau. Sie heirateten in Feldafing am Starnberger See im Haus der Familie Andreae. Ihr Sohn Bernd Mossner (* 1934; † 2020) war Rechtsanwalt und Bankdirektor.
Günther und Barbara Mossner ließen sich scheiden. Sie heiratete später den Rechtsanwalt Walter Fürth (* 8. August 1894 in Wurzing, Steiermark, Österreich; † 27. März 1966 in London). Auch Günther Mossner heiratete ein zweites Mal. Mit Helene Mossner bekam er einen weiteren Sohn, Jürgen Kretzer-Moßner (* 23. August 1945 in Berlin; ✝ 21. Mai 2014). Wenige Monate nach Jürgens Geburt verunglückte Günther Mossner bei einem Autounfall bei Mellrichstadt (Franken) tödlich. Als die Witwe den Verleger Bruno Kretzer, Gründer des Grundeigentum-Verlages, heiratete, wurde Jürgen von Kretzer adoptiert.
1947 wurde zu seinem Andenken in Berlin der „Günther-Mossner-Pokal“ für den Radrennsport gestiftet.

## Der Morgen
Günther Mossner war erster Verleger der Berliner Lizenzzeitung Der Morgen, dem Parteiorgan der 1945 gegründeten Liberaldemokratischen Partei Deutschlands (LDPD). Er stand den Liberalen nicht nur nahe, sondern beteiligte sich an den Vorbereitungen des Koordinierungsausschusses für eine Dachorganisation der liberalen Parteien in Ost- und Westdeutschland, der Demokratischen Partei Deutschlands.
Die Gebrüder Mossner Verlagsgesellschaft mbH verlegte den Morgen bis zum 1. Mai 1950. Mossner war nicht Lizenzträger, aber erhielt die Verlagsrechte. Die Parteizeitungen waren wie die Presse der SPD und KPD als Privatunternehmen aufgestellt, und die Verlagsrechte wurden im Auftrag vergeben. Doch das Personal verstand sich als bei Mossners angestellt, nicht bei der LDPD; nicht die parteipolitischen, sondern die verlegerisch-unternehmerischen Prämissen hatten für Verlag und Redaktion Vorrang, urteilt der Pressehistoriker Stafan Matysiak.
Als Herausgeber der Parteizeitung, die ursprünglich Neues Deutschland heißen sollte, trat bis 1948 Wilhelm Külz auf, der LDPD-Vorsitzende. Sein Stellvertreter Waldemar Koch verhandelte mit der Sowjetischen Militäradministration in Deutschland (SMAD) über die Presselizenz Nr. SMA 323. Nach Recherchen des Pressehistorikers Peter Strunk standen Günther Mossner und seine Brüder ab 6. Juli 1945 über den Journalisten und Verlags-Generalbevollmächtigten Hanns Glebsattel im Kontakt mit Koch. Am 10. Juli einigten sich Günther Mossner und Koch. Koch gewann das Einverständnis der SMAD für Günther Mossner als künftigen Verleger der Zeitung, obwohl sich der Verlagssitz im Westen Berlins befand.
Mossner schlug vor, das teilzerstörte Gebäude des ehemaligen Scherl-Verlags im amerikanischen Sektor Berlins zu nutzen, weil dort noch funktionierende Druckmaschinen gab. Einer Aussage des US-Presseoffiziers Peter de Mendelssohn zufolge hatte Mossner das Ziel, den Scherl-Verlag wiederzubeleben und sprach darum bei der amerikanischen Militärregierung vor; bei dieser Gelegenheit schlug er vor, die LDPD-Zeitung im amerikanischen Sektor zu drucken. Das lehnte die US-Besatzungsbehörde jedoch ab, um einen Konflikt mit der SMAD als Lizenzgeber zu vermeiden. Dem Prinzip nach bedeutete eine alliierte Zeitungslizenz, dass Redaktion und Druckerei im Sektor des Lizenzgebers sein mussten (es gab aber Ausnahmen). Der Morgen wurde schließlich zunächst im früheren Verlagshaus Mosse in der Schützenstraße in Mitte gedruckt.
Mossner wurde auch Verleger eines der ersten LDPD-Parteiorgane, die auf Landesebene erschienen. Im März 1946 erhielt die Norddeutsche Zeitung in Schwerin eine sowjetische Lizenz. Das Blatt erschien häufiger als die anderen LDPD-Landesblätter (Thüringische Landeszeitung in Weimar, Liberal-Demokratische Zeitung in Halle, Sächsisches Tageblatt in Dresden), nämlich fünf Mal die Woche mit 20.000 Stück, weil Mossners Kontakte und unternehmerischen Aktivitäten eine bessere Logistik und Papierbeschaffung erreichten.
Die Mossners gaben die Verlagsrechte an beiden Zeitungen am 1. Mai 1950 gegen eine Abfindung unmittelbar ins Eigentum der LDPD ab.

## Der Kurier
Günther Mossner und seine Brüder waren Verleger der Straßenverkaufszeitung Der Kurier – die neunte Zeitung im Nachkriegs-Berlin, die dritte westlich orientierte Zeitung sowie die erste Nachmittags- und Abendzeitung. Das Blatt erschien vom 12. November 1945 bis 31. Dezember 1966. Die französische Militärverwaltung vergab die Kurier-Lizenz am 10. Oktober 1945 im französischen Sektor Berlins, den nördlichen Stadtbezirken. Wer der Lizenznehmer war, wurde nicht offen kommuniziert. Er wurde in der Nachricht auf der Titelseite der Erstausgabe „Feierliche Lizenzübergabe durch General [Geoffrey] de Beauchesne“ nicht erwähnt. Dies war zunächst Carl Helfrich, dann Paul Bourdin (ein Berliner, kein Franzose). Das vom Nordwestdeutschen Zeitungsverleger-Verein herausgegebene Handbuch deutsche Presse (1947) führt für die Lizenz-Nummer 2904 neben Bourdin auch Mossner als Lizenzträger.
Das Verlagsrecht ging an eine neue Mossner-Gesellschaft, die Der Kurier GmbH bzw. Verlag „Der Kurier“ Günther Mossner GmbH. Ab 1954 hieß der Verlag Neue Verlagsgesellschaft Der Kurier mbH. Das Verlagshaus befand sich in der Reinickendorfer Straße 3 in Berlin–Wedding. Gedruckt wurde die Zeitung einige Straßen weiter in Berlin-Gesundbrunnen in der Schulzendorfer Straße 26 bei der Hentschel, Heidrich & Co. GmbH. Wie bei Der Morgen gelang es schnell, die Auflage zu steigern, weil der Verlag bei Papierbeschaffung und Logistik vorteilhaft organisierte. Der Kurier begann 1945 mit 150.000 Stück, lag Anfang 1946 schon bei 200.000 und im November 1946, ein Jahr nach dem Start, bei 300.000, im Frühjahr 1947 bei 250.000 Exemplaren.
1945/46 begann der Kalte Krieg, und in den Zeitungen mit West-Lizenzen in den West-Berlins wurde Kritik an der sowjetischen Besatzung sowie an KPD und SED oft scharf, polemisch und teilweise propagandistisch geäußert. Der Kurier hielt sich im Vergleich zurück. Er brachte dem Kurier-Feuilletonjournalisten Wolfgang Harich zufolge Kritik „in einem höflichen, sachlichen Ton“. Das lag – neben anderen Gründen – daran, „dass der Verlagsleiter Mossner gleichzeitig Eigentümer des sowjetisch lizenzierten Verlages ist, bei dem die LDPD-Zeitung Der Morgen erscheint“.
Die politischen Rücksichtnahmen der auf Unabhängigkeit bedachten Zeitung wurden sensibler und problematischer, je weiter sich der Kalte Krieg fortentwickelte. Nach Schilderung der US-Historikerin Patricia Kollander sahen sich die Mossners zunehmend Schwierigkeiten gegenüber: Sie fühlten sich als Privatunternehmer bedrängt, von Enteignung bedroht und von Agenten beschattet. Günther Mossner plante laut Kollander eine Verlagerung in die französische Besatzungszone in Südwestdeutschland. Er kaufte dort ein großes Gebäude und plante den Umzug von Druckmaschinen und Inventar. Als er bei einem Autounfall in Mellrichstadt (Franken) tödlich verunglückte, vermutete die Familie ein Verbrechen, da Mossner große Mengen Bargelds bei sich führte und er das Unternehmen in den Westen schaffen wollte; Untersuchungen ergaben aber keine Hinweise auf eine Involvierung der Sowjets.